# Wallfahrtskirche Unser Frau in Schnals

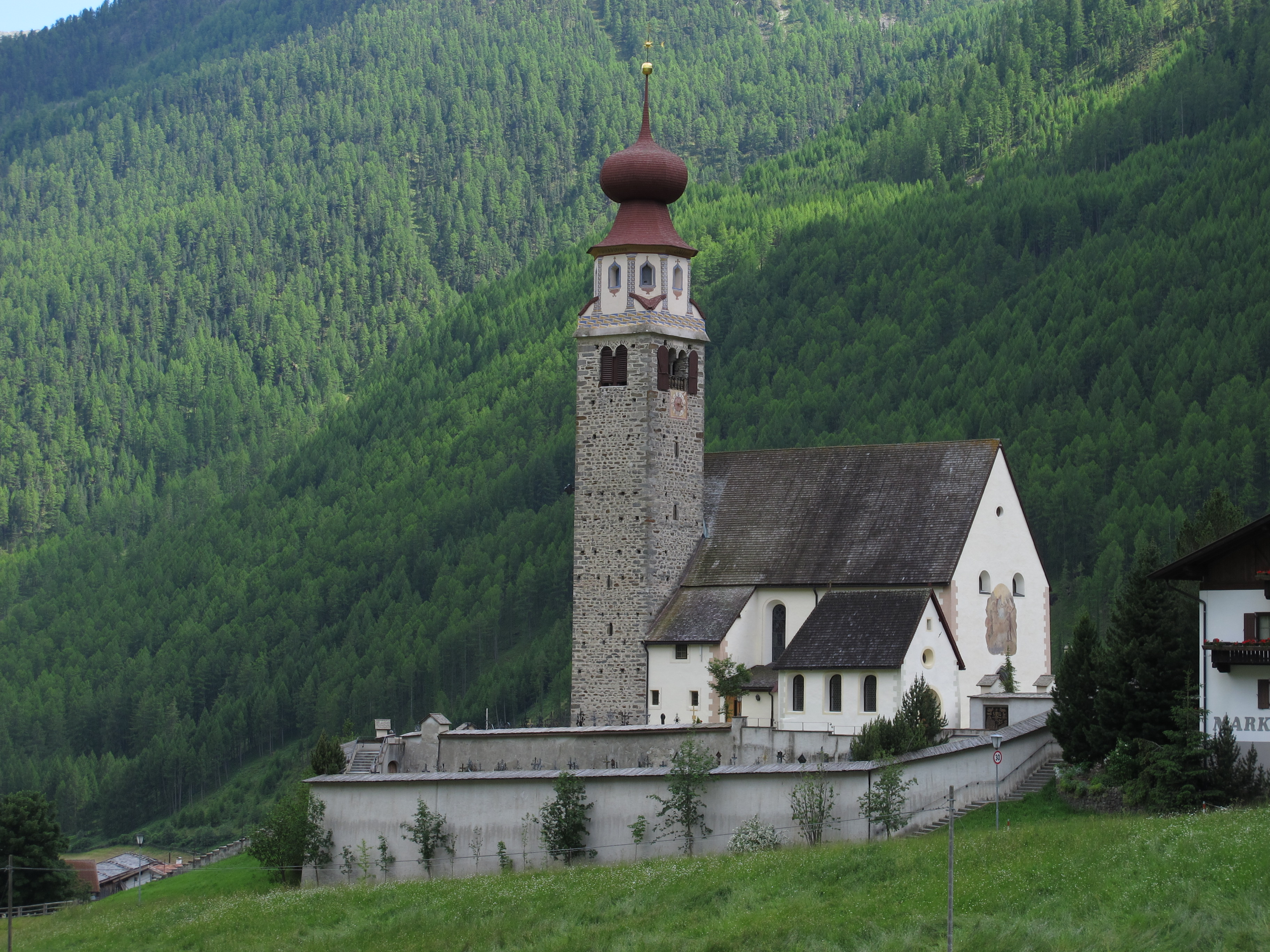
Wallfahrtskirche Unser Frau in Schnals

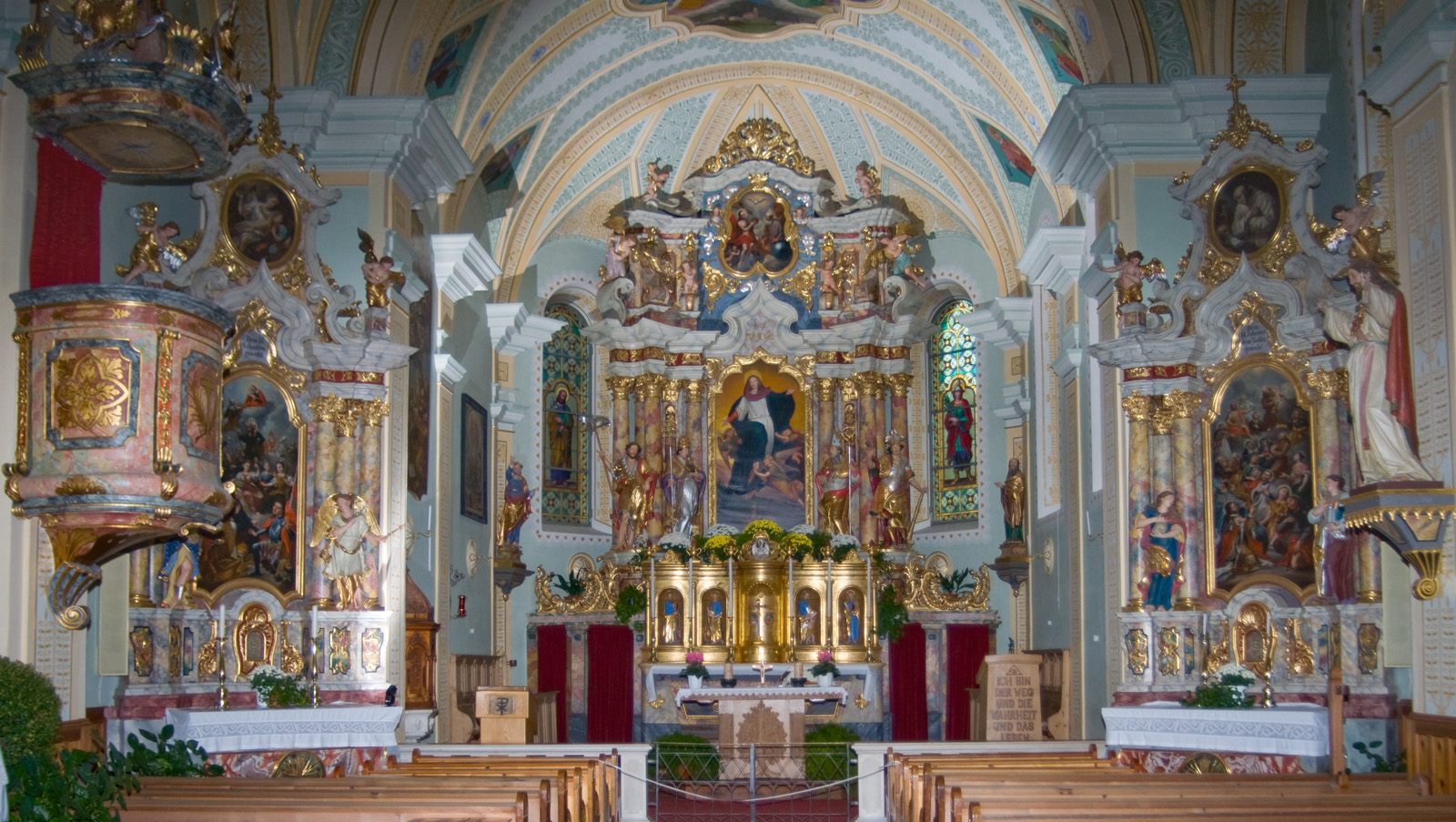
Inneres

Die barocke Wallfahrtskirche Unser Frau in Schnals liegt im gleichnamigen Ort Unser Frau (Gemeinde Schnals), dem größten Ort im Schnalstal in Südtirol, auf 1508 m Höhe.

## Geschichte
Das Schnalstal war lange ein wichtiger Durchgangspunkt für Nord-Süd-Routen über die Alpen (vom Etschtal ins Ötztal, dann über den Fernpass nach Augsburg), auch Jakobspilger kamen hier vorbei. Im Jahre 1304 wurde dort, wo heute die Kirche steht, eine kleine Statue der Mutter Maria mit dem Jesuskind gefunden (geschnitzt aus Buchsbaum, etwa 13 cm hoch und um das Jahr 1300 gefertigt). Heute nimmt man an, dass Pilger sie mitgebracht hatten, möglicherweise als eine Art Souvenir aus dem Heiligen Land. Zwei Jahre später, also 1306, wurde am Fundort eine Kapelle gebaut. Die Kirche ist somit einer der ältesten Marienwallfahrtsorte Tirols. Ein Ablass wurde 1312 verliehen. Die Kapelle wurde 1349 vergrößert und ein Marienaltar geweiht. Der Bischof der Diözese Chur bescheinigte 1366 wiederholte Wunder. Der Bau der gotischen Kirche wurde 1407 abgeschlossen. Zwischen 1445 und 1449 wurde Schnals Pfarrei.
Die Pfarre wurde 1765 im Barockstil umgebaut, aus dieser Zeit stammt die Inneneinrichtung. Die Spitze des Glockenturms (Zwiebel) wurde 1797 vollendet und ersetzte den gotischen Abschluss. 1881 wurde das Kircheninneren (Gewölbe) im Nazarenerstil ausgemalt.